# بول بايس
بول بايس (18 مايو 1988

 في تالينس) (بالفرنسية: Paul Baysse)‏ لاعب كرة قدم فرنسي يلعب حاليا في نادي الدرجة الثانية سيدان الفرنسي منذ 2008 في خط الدفاع .
لعب بايس في أندية بوردو (2006-2008) سيدان بالإعارة (2007-2008) .

## روابط خارجية
- بول بايس على موقع إي إس بي إن إف سي (الإنجليزية)
- بول بايس على موقع قاعدة بيانات كرة القدم.إي يو (الإنجليزية)
- بول بايس على موقع ليكيب (الفرنسية)
- بول بايس على موقع Soccerbase.com (لاعب) (الإنجليزية)
- بول بايس على موقع Soccerway.com (الإنجليزية)
- بول بايس على موقع عالم كرة القدم.نت (الإنجليزية)
- بول بايس على موقع كووورة
- بول بايس على موقع AS.com (الإسبانية)